# Marie Mulle
Marie Mulle (née le 21 septembre 1874 à Bruxelles et morte le 2 avril 1964 à Ternat) est une personnalité des milieux rationalistes et laïques de Belgique. Elle joue un rôle important dans l'éducation, dirige l'Orphelinat rationaliste où elle applique une pédagogie ouverte, puis l’École centrale de service social où elle s'efforce d'améliorer la qualité et le niveau des études sociales, et professe la tolérance. Elle est active dans le Comité international des écoles de service social et en occupe la présidence par intérim puis la présidence honoraire à partir de 1964. 

## Biographie
Marie Mulle est née à Bruxelles le 21 septembre 1874. Elle est la deuxième d'une famille de quatre enfants. Ses parents sont Adolphe Mulle (1840-), directeur à la poste et Alexandrine Watteyne (1840-). Elle suit les Cours d’Éducation dirigés par Isabelle Gatti de Gamond et obtient un diplôme de régente littéraire et scientifique. Elle est ensuite admise comme auditrice libre à l'Université libre de Bruxelles. C'est là qu'elle rencontre et épouse le professeur Georges_Dwelshauvers (nl), Le couple a deux enfants, Max et Madeleine, et se sépare en 1910,,. 

### L'orphelinat rationaliste
En 1910, Marie Mulle devient directrice de l'orphelinat rationaliste situé chaussée d'Alsemberg à l'emplacement de l'actuel n. 346 à Forest et le reste durant près de sept ans. Cette institution, créée en 1903 (ou en 1891 selon le Cercle d’Histoire et du Patrimoine de Forest), par une société de libre pensée, est le premier orphelinat laïque  et la première école mixte de Belgique. Il héberge des enfants orphelins, demi-orphelins, abandonnés ou malheureux. On y dispense un enseignement laïque avant-gardiste. Marie Mulle est attachée au principe de la libre pensée et du libre examen, elle recherche le bonheur et l'épanouissement des enfants qui lui sont confiés. Ses méthodes pédagogiques actives s'inspirent des idées de Maria Montessori et Ovide Decroly. Les enfants observent et expérimentent par eux-mêmes, élèvent des petits animaux, cultivent un potager et assistent à des spectacles culturels. Ida Sterno compte parmi les élèves de l'orphelinat, elle est soutenue par Marie Mulle qui l'oriente vers une formation dans le service social,,. 
Après 1918, Marie Mulle est inspectrice à la Protection de l'enfance au Ministère de la justice. 

### L’École centrale de service social
En 1922, Marie Mulle prend la direction de l’École centrale de service social, rue de l'Abbaye à Bruxelles, une école francophone, neutre et mixte, dépendant des pouvoirs publics et créée en 1920. Avant 1920, il n'existe pas en Belgique d'assistants sociaux ni d'écoles sociales. Marie Mulle s'emploie à élever les études sociales à un haut niveau, applique à l’école une philosophie tolérante du service social, le travailleur social étant invité à exercer une influence moralement progressiste mais sans essayer de modifier les convictions personnelles de son « patient ». Parmi les élèves qu'elle forme, figurent notamment Yvonne Névejean et  Yvonne Jospa,,.
En 1939, alors qu'elle a atteint l'âge de la retraite, elle accepte de rester en poste jusqu'à la fin de la guerre, en 1944. Elle a alors 70 ans.
Parallèlement à son activité à l’École centrale de service social, Marie Mulle est vice-présidente du Comité du service social, enseigne, de 1928 à 1930, à l'Association des infirmières-visiteuses, fondée par Cécile Mechelynck.
Au niveau international, elle participe à la création du Comité international des écoles de service social ( (aujourd'hui, Association internationale des écoles de service social, International_Association_of_Schools_of_Social_Work (en) (IASSW) présidé par Alice Salomon jusqu'en 1933. Marie Mulle en est la trésorière jusqu'en 1946, puis la présidente par intérim et la présidente honoraire à sa retraite.
Marie Mulle décède le 2 avril 1964, au 123 Statiestraat à Ternat.  

## Publications
Outre de nombreux articles écrits pour la revue Le Service social, Marie Mulle publie:
- L’École centrale de service social. 1920-1945, Notice historique, Bruxelles, Imprimerie F. Van Buggenhoudt, 1946
- L'éducation rationaliste telle qu'elle est donnée à l'Orphelinat rationaliste de Forest (Bruxelles). Rapport présenté au Congrès de Lisbonne, Bruxelles, Bibliothèque de La Pensée, 1913
- La collaboration entre l'école et la famille, Liège, 1937
- La tutelle post-éducative des enfants de justice, Louvain, s.d